# Palais des sports Krylia Sovetov
Pour les articles homonymes, voir Palais des sports.
Le Palais des sports Krylia Sovetov (en russe : Универсальный дворец спорта «Крылья Советов») est une salle omnisports de Moscou en Russie. Elle a été inaugurée le 26 juin 1980.
Ce complexe sportif a été construit pour les Jeux olympiques d'été de 1980. Il est également appelé complexe sportif de Setoun, nom de la zone où il se situe.
Elle accueille notamment l'équipe de hockey sur glace des Krylia Sovetov. La patinoire a une capacité de 5670 spectateurs.